# Eugenio Menegon
Eugenio Menegon (* 1966 in Castelfranco Veneto) ist ein italienischer Historiker und Sinologe und Associate Professor of Chinese History an der Boston University. Seine Forschungsschwerpunkte liegen in der chinesischen Geschichte des 17. und 18. Jahrhunderts, im chinesisch-europäischen Austausch und der Geschichte des Christentums in China respektive der christlichen Missionsgeschichte in China. Menegon verfolgt mikrohistorische und globalhistorische Ansätze. Er hat bisher mehrere Bücher und zahlreiche Artikel auf Englisch, Chinesisch und Italienisch veröffentlicht.

## Werdegang
Menegon studierte an der Universität von Venedig (Università Ca’ Foscari Venezia) bis 1991 Orientalische Sprach- und Literaturwissenschaft (Chinesisch). An der University of California in Berkeley fuhr er bis 1994 mit den Asien-Studien fort und konnte ebendort am Departement of History ein Ph.D. bis 2002 anhängen. Nach zweijähriger Arbeit als Forscher an der Katholieke Universiteit Leuven in Belgien war er von 2004 bis 2010 Assistenzprofessor im Department of History an der Boston University und ist seit 2010 ebendort Associate Professor. Von 2012 bis 2015 war er zudem Direktor des Boston University Center for Study of Asia (BUCSA).

## Schaffen

### Forschungsschwerpunkte
Eugenio Menegon beschäftigt sich mit der Geschichte des chinesisch-europäischen Austausches mit zeitlichem Fokus auf dem 17.–18. Jahrhundert, wobei einige Studien auch einen größeren Zeitraum vom 16.–19. Jahrhundert und die Gegenwart umfassen. Thematisch arbeitet Menegon zur Religionsgeschichte Chinas, vor allem des Christentums und der christlichen Missionsgeschichte in China, sowohl in den Provinzen als auch in Beijing. Hierbei bilden die jesuitische Mission und deren Protagonisten einen roten Faden, doch ist es Menegon gleichzeitig auch ein Anliegen, Quellen von und über andere missionierende Ordensgemeinschaften, die in der Auseinandersetzung mit der Chinamission seiner Ansicht nach immer wieder übergangen werden, wie Dominikaner und Franziskaner, oder Organisationen wie die Sacra Congregatio de Propaganda Fide (kurz: Propaganda Fide) in den Blick zu nehmen. Daneben publizierte und arbeitete Menegon bisher auch zu Themen, die eher materielle Fragestellungen in den Fokus rücken und dadurch neue Sichtweisen auf bekannte Themen bringen sollen. Beispiele sind Fragen nach Netzwerken, Fragen der jesuitischen Kleiderwahl und des Geschenke-Überbringens am kaiserlichen Hof in Beijing, oder Reisestrapazen und Reisekosten für Missionare und private Reisende.

### PublikationAncestors, Virgins and Friars
Immer wieder erwähnt wird Eugenio Menegon mit seiner Monographie Ancestors, Virgins, and Friars. Christianity as a Local Religion in Late Imperial China (2009). Menegon hatte seine Doktorarbeit zu diesem Thema verfasst („Ancestors, Virgins, and Friars. The Localization of Christianity in Late Imperial Mindong (Fujian, China), 1632-1863“, Ph.D. diss., University of California at Berkeley, 2002) und im Jahre 2003 publizierte Menegon einen Artikel mit Titel „Christian Loyalists, Spanish Friars, and Holy Virgins in Fujian During the Ming-Qing Transition“ (in: Monumenta Serica, Band 51, S. 335–365).
Menegons mikrohistorische Studie wurde von den Kritiken großteils gelobt. Das Buch beleuchtet die Rolle sowohl der spanischen dominikanischen Missionare als auch der chinesischen konvertierten Laien in der Provinz Fujian während der Ming- und Qing-Dynastie bei dem Prozess, wie das Christentum trotz Widerstand von oben zu einer lokal verankerten Religion wurde und neben anderen Religionen koexistierte. Ebenfalls zeigt Menegons Studie, wie sich Frauen neue Handlungsmöglichkeiten und Emanzipationsmöglichkeiten boten, indem sie sich in Laienorden formierten. Damit beleuchtet Menegon eine Entwicklung, die nun zwar vermehrt Forschungsinteresse findet, doch bis anhin in der Geschichtsschreibung häufig im Schatten der jesuitischen Missionsgeschichte stand. Hubert Seiwert betrachtete das Buch in einer Rezension als „Meilenstein in der Erforschung der Indigenisierung des Christentums in China“ und als „Meisterwerk lokaler Religions- und Sozialgeschichte der späten Kaiserzeit“. Teilweise wurde kritisiert, zum Beispiel von Isabelle Landry-Deron und von David E. Mungello, dass nicht klar sei, inwiefern dieses lokale Beispiel repräsentativ sei für weitere Beispiele, doch wird auch angemerkt, dass es hierzu weiterer Forschungsarbeiten bedarf. Für seine Quellenarbeit bezog er chinesische und europäische Quellen mit ein.

### Methode: Mikrogeschichte und Globalgeschichte
Nebst publizierten Quellen verwendet Menegon für seine Studien eine Vielzahl archivalischer Primärquellen aus europäischen und chinesischen Archiven, wie in seinen Vorworten und Fußnoten deutlich wird. Einige wiederkehrende Quellentypen sind bei Menegon beispielsweise Briefe und missionarische Quellen. Der Mikrohistoriker Hans Medick sieht Menegons Arbeit sowohl in Bezug auf sein Buch Ancestors, Virgins, and Friars. Christianity as a Local Religion in Late Imperial China als auch allgemein bezogen auf seine Arbeitsansätze als einen besonders interessanten Versuch, Mikrogeschichte und Globalgeschichte im Bereich China und Asien zu verbinden. Eugenio Menegon selbst verwendet in seinen Artikeln und Vorträgen hin und wieder selber die Bezeichnung „mikrohistorisch“. So sieht er in seinem Artikel Desire, Truth, and Propaganda (2018) den Wert einer Vielzahl an Reisebriefen des Serafino da San Giovanni Battista OAD (1692–1742) und eines sechsbändigen Werkes des wohl einzigen frühneuzeitlichen Reisenden, der aus reinem Vergnügen reiste, Gemelli Careri (1648–1724), als Quellen, welche detailreich die „mikrohistorische Studie“ der Materialität des Reisens im 18. Jahrhundert erhellen würden und damit die frühneuzeitlichen Reiseerfahrungen aufzeigen würden. Auch mit seinen Vorträgen bewegt sich Menegon immer wieder an der Schnittstelle zwischen Mikrogeschichte und Globalgeschichte. In einer Vortragsreihe zu „Global China. New Approaches“ (11. Juni 2015) trug Menegons Vorlesung den Titel „A Micro-historical Approach to Global China. The Daily Life of Europeans in Beijing in the Long 18th Century“ und an einer Konferenz des AHRC Global Microhistory Network (13. – 14. September 2018) hielt er einen Vortrag mit Titel „Invisible City. European Missionaries and Catholic Community in Qing Beijing“ .

## Auszeichnungen
Für seine Monographie Ancestors, Virgins, and Friars. Christianity as a Local Religion in Late Imperial China (2009) erhielt Menegon 2011 den Joseph Levenson Book Prize der Association for Asian Studies in der Kategorie „China before 1900“.

## Publikationen (Auswahl)

### Bücher
- Li Madou – Shuxin ji – 利玛窦书信集. Chinese translation of Matteo Ricci SJ’s Italian works, volume 2, “Letters,” in collaboration with Wen Zheng 文铮, Beijing: Commercial Press, 2018.
- Li Madou – Yesuhui yu Tianzhujiao jinru Zhongguo shi – 利玛窦– 耶稣会与天主教进入中国史 – Della entrata della Compagnia di Giesù e della Christianità nella Cina. Chinese translation of Matteo Ricci SJ’s Italian works, volume 1, in collaboration with Wen Zheng文铮, Beijing: Commercial Press, 2014.
- Ancestors, Virgins, and Friars. Christianity as a Local Religion in Late Imperial China(Harvard-Yenching Institute Monograph Series No. 69), Harvard: Harvard University Asia Center and Harvard University Press, 2009.
- Un solo Cielo. Giulio Aleni S.J. (1582-1649). Geografia, arte, scienza, religione dall’Europa alla Cina(One Heaven. Giulio Aleni S.J. (1582–1649). Geography, art, science, religion from Europe to China), Brescia: Grafo Edizioni, 1994.

### Artikel
- Telescope and microscope. A Micro-historical Approach to Global China in the Eighteentch Century, in: Modern Asian Studies, in Kürze erscheinend.
- The Habit that Hides the Monk. Missionary Fashion Strategies at the Imperial Court in Early Modern China, in: Christian Windler et al. (Hrsg.): Native or Remaining Foreign? Catholic Missionaries as Local Agents in Asia (17th to 18th Centuries), London: Routledge, 2019, in Kürze erscheinend.
- Desire, Truth, and Propaganda. Lay and Ecclesiastical Travelers from Europe to China in the Long Eighteenth Century, in Roberta Micallef (Hrsg.): Illusions and Disillusionment. Travel Writing in the Modern Age, Boston und Cambridge Massachusetts: Ilex Series & Harvard University Press, 2018, S. 11–41.
- Interlopers at the Fringes of Empire. The Procurators of the Propaganda Fide Papal Congregation in Canton and Macao, and their Maritime Network, 1700–1823, in Eugenio Menegon, Philip Thai and Xing Hang (Gast-Hrsg.): Spezialausgabe “Binding Maritime China: Control, Evasion and Interloping,” Cross-Currents: East Asian History and Culture 25, 2017, S. 26–62.
- Yongzheng’s Conundrum. The Emperor on Christianity, Religions, and Heterodoxy, in Zbigniew Wesolowski, Barbara Hoster and Dirk Kuhlman (Hrsg.): Rooted in Hope. China – Religion – Christianity / In der Hoffnung verwurzelt. China – Religion – Christentum. Festschrift in Honor of Dr. Prof. Roman Malek SVD (Monumenta Serica Monograph Series LXVIII / vol. 1–2), London: Routledge, 2017, S. 311–335, S. 430 (Bild).
- Religious Change in East Asia, 1400 – 1800 (section on China, S. 387–403), in Jerry Bentley, Sanjay Subrahmanyam and Merry Wiesner-Hanks (Hrsg.): The Cambridge History of the World, vol. 6. The Construction of a Global World, 1400-1800. Part 2. Patterns of Change. Cambridge: Cambridge University Press, 2015, S. 387–422.
- La Cina, l’Italia e Milano: connessioni globali nella prima età moderna [China, Italy and Milan: Global Connections in the Early Modern Period], in Michela Catto und Gianvittorio Signorotto (Hrsg.): Milano, l’Ambrosiana e la conoscenza dei nuovi mondi (secoli XVII-XVIII) [Milan, the Ambrosiana Library and Knowledge of New Worlds, 17th-18th Centuries] (Studia Borromaica. Saggi e documenti di storia religiosa e civile della prima età moderna), Milan: Biblioteca & Accademia Ambrosiana, Classe di Studi Borromaici, 2015, S. 267–280.
- Amicitia Palatina. The Jesuits and the Politics of Gift-Giving at the Qing Court, in Magda Abbiati und Federico Greselin (Hrsg.): Il liuto e i libri. Studi in onore di Mario Sabattini (Sinica Venetiana 1), Venedig: Edizioni Ca’ Foscari, 2014, S. 547–561.
- A Clash of Court Cultures. Papal Envoys in Early Eighteenth Century Beijing, in: Luis Filipe Barreto (Hrsg.): Europe-China. Intercultural Encounters (16th-18th Centuries), Lissabon: Centro Cientifico e Cultural de Macau, 2012, S. 139–178.
- European and Chinese Controversies over Rituals: A Seventeenth-century Genealogy of Chinese Religion, in Bruno Boute und Thomas Smålberg (Hrsg.): Devising Order. Socio-religious Models, Rituals, and the Performativity of Practice, Leiden: Brill, 2012, S. 193–222.
- Ubi Dux, Ibi Curia. Kangxi’s Imperial Hunts and the Jesuits as Courtiers, in Artur K. Wardega S.J. und António Vasconcelos de Saldanha (Hrsg.): In the Light and Shadow of an Emperor. Tomás Pereira, S.J. (1645-1708), the Kangxi Emperor, and the Jesuit Mission in China, Newcastle upon Tyne: Cambridge Scholars Publishing, 2012, S. 275–294.
- Memento Mori. Preparing for Death in China and Europe during the Early Modern Era, in Roman Malek und Gianni Criveller (Hrsg.): Light a Candle. Encounters and Friendship with China. Festschrift in Honour of Angelo S. Lazzarotto P.I.M.E. (Collectanea Serica), Sankt Augustin/Nettetal: Steyler Verlag, 2010, S. 131–157.
- Responses and Reflections: Ritual Agency and Interpretive Paradigms of Rituality in the Japanese and Chinese Missions, in M. Antoni und J. Üçerler (Hrsg.): Christianity and Cultures. Japan & China in Comparison, 1543-1644 (Bibliotheca Instituti Historici S.I. Band 68), Rom: Institutum Historicum Societatis Iesu, 2009, S. 143–47.
- Immagini religiose ed emblematica nella missione cinese (Religious images and emblematica in the China mission), in: Ausstellungskatalog Ai Crinali della storia. Padre Matteo Ricci fra Roma e Pechino (On the Ridges of History. Father Matteo Ricci between Rome and Beijing), Torino: Allemandi & Co., 2009, S. 57–62.